# Municipio de Rushville (Illinois)
El municipio de Rushville (en inglés: Rushville Township) es un municipio ubicado en el condado de Schuyler en el estado estadounidense de Illinois. En el año 2010 tenía una población de 2722 habitantes y una densidad poblacional de 28,69 personas por km².

## Geografía
El municipio de Rushville se encuentra ubicado en las coordenadas 40°8′40″N 90°29′15″O / 40.14444, -90.48750. Según la Oficina del Censo de los Estados Unidos, el municipio tiene una superficie total de 94.86 km², de la cual 94,28 km² corresponden a tierra firme y (0,61 %) 0,58 km² es agua.

## Demografía
Según el censo de 2010, había 2722 personas residiendo en el municipio de Rushville. La densidad de población era de 28,69 hab./km². De los 2722 habitantes, el municipio de Rushville estaba compuesto por el 95,48 % blancos, el 2,94 % eran afroamericanos, el 0,18 % eran amerindios, el 0,07 % eran asiáticos, el 0,51 % eran de otras razas y el 0,81 % eran de una mezcla de razas. Del total de la población el 1,62 % eran hispanos o latinos de cualquier raza.